# Châu Phong Hòa
Châu Phong Hòa (sinh ngày 14 tháng 8 năm 1985) là một cựu cầu thủ bóng đá người Việt Nam. Anh từng là tuyển thủ của đội tuyển bóng đá Olympic Việt Nam cùng với Phan Thanh Bình, Nguyễn Quý Sửu, Lương Văn Được Em, Đoàn Việt Cường...
Năm 2003, Châu Phong Hòa đoạt chức vô địch và danh hiệu "Cầu thủ xuất sắc nhất" Giải vô địch U-18 Quốc gia trong màu áo Đồng Tháp. Từ năm 2004, anh liên tục có mặt trong đội hình một của Đồng Tháp. Châu Phong Hòa là một cầu thủ đa năng, có nền tảng kỹ thuật và tốc độ khá tốt, anh có thể chơi tốt ở tất cả các vị trí trên sân (trừ thủ môn). Khi còn thi đấu cho các đội trẻ Đồng Tháp, anh chơi ở vị trí tiền vệ tấn công hoặc tiền đạo. Lúc tham gia đội tuyển U20 Việt Nam, anh được xếp đá vị trí tiền vệ trung tâm. Ở Đồng Tháp anh thường thi đấu ở vị trí tiền vệ hoặc hậu vệ trái mặc dù thuận chân phải. Xem Phong Hòa thi đấu, chúng ta thấy lại hình ảnh của Trần Công Minh của thập niên 90. Năm 2014 anh trở về thi đấu cho TĐCS Đồng Tháp sau nhiều năm xa quê hương, ở đây anh sẽ mang chiếc áo số 21.

## Thành tích
- V-League:
- Giải vô địch bóng đá hạng nhất Việt Nam: 1 lần vô địch

2006
- Giải bóng đá Đại hội TDTT Toàn quốc:

Huy chương bạc 2006
- Giải vô địch bóng đá U21 Việt Nam

Hạng 3 2003 và 2004
- Cúp Tiger
- SEA Games
- Quả bóng vàng Việt Nam: